# Bobby Kromm
Robert David „Bobby“ Kromm (* 8. Juni 1928 in Calgary, Alberta; † 9. Juni 2010 in Livonia, Michigan) war ein kanadischer Eishockeyspieler (Verteidiger) und -trainer, der von 1975 bis 1980 die Winnipeg Jets in der World Hockey Association sowie die Detroit Red Wings in der National Hockey League trainierte.

## Karriere
Kromm konnte als Aktiver nicht auf eine große Karriere zurückblicken. Er spielte bei den Trail Smoke Eaters in der Western International Hockey League. Das Vereinsteam vertrat Kanada bei der Eishockey-Weltmeisterschaft 1961. Kromm war in seiner letzten Saison als Spieler und übernahm die Mannschaft bei diesem Turnier auch als Trainer. Überraschend konnte das Team die Goldmedaille gewinnen.
Er blieb noch einige Zeit in Trail, bevor er zu den Seattle Totems in die Western Hockey League ging. Die Dallas Black Hawks in der Central Hockey League waren dann eine langfristige Station in seiner Karriere. In acht Jahren führte er das Team fünfmal in die Finals um den Allan Cup, den das Team zweimal gewinnen konnte. Zur Saison 1975/76 folgte er auch dem Ruf der World Hockey Association und übernahm den Trainerposten bei den Winnipeg Jets. Auch beim Canada Cup 1976 stand er im Trainerstab der kanadischen Mannschaft.
Zur Saison 1977/78 hatten ihn die Detroit Red Wings verpflichtet. Unter ihm holten die Red Wings 37 Punkte mehr als im Vorjahr und er wurde als bester Trainer des Jahres mit dem Jack Adams Award ausgezeichnet. In den nächsten beiden Spielzeiten verpasste er mit Detroit die Playoffs. Er wurde durch Marcel Pronovost ersetzt.
Auch sein Sohn Richard Kromm brachte es mit fast 400 Spielen für die Calgary Flames und New York Islanders zu einer respektablen NHL-Karriere.

## Sportliche Erfolge
- Weltmeister: 1961 (als Spielertrainer)
- Adams Cup: 1969 und 1974 (als Trainer)
- Avco World Trophy: 1976 (als Trainer)

### Persönliche Auszeichnungen
- Jake Milford Trophy: 1972
- Robert Schmertz Memorial Trophy: 1976
- Jack Adams Award: 1978